# Нурдас (озеро)
Нурдас — озеро на территории Ледмозерского сельского поселения Муезерского района Республики Карелии.

## Общие сведения
Площадь озера — 1,7 км², площадь водосборного бассейна — 184 км². Располагается на высоте 139,5 метров над уровнем моря.
Форма озера продолговатая: оно вытянуто с севера на юг. Берега преимущественно заболоченные.
Через озеро протекает река Нурдас, впадающая в реку Чирко-Кемь.
С юго-восточной стороны в озеро втекает протока без названия, вытекающая из озера Колонгозера.
Код объекта в государственном водном реестре — 02020000911102000005315.